# Uccelli della Nuova Zelanda
Uccelli della Nuova Zelanda
Questa lista si basa sulla checklist redatta dalla Ornithological Society of New Zealand (2010)  ed è aggiornata in base alla classificazione tassonomica (ordini, famiglie) e alla nomenclatura attualmente accettate dal Congresso ornitologico internazionale (aprile 2016).
| La lista non comprende le specie estinte. In verde |  | sono contrassegnate le specie endemiche. |

Per ogni specie sono fornite informazioni sulla presenza (stanziale, migratrice, svernante, etc.) seguendo la seguente terminologia:
- Accidentale (vagrant, accidental) - specie riscontrata solo occasionalmente in un determinato territorio; in genere si tratta di individui singoli o in numero limitato, spesso sospinti fuori dalle abituali rotte migratorie da particolari situazioni meteorologiche.
- Estiva (migrant breeder) - specie o popolazione migratrice e nidificante in un determinato territorio, nel quale non viene abitualmente effettuato lo svernamento.
- Estivante (non-breeding summer visitor) - specie o popolazione migratrice che si trattiene in un determinato territorio durante il periodo estivo, senza nidificare.
- Introdotta (introduced) - specie introdotta in un determinato territorio dall'uomo
- Migratrice (migratory, migrant) - una specie è considerata migratrice per un determinato territorio quando vi transita senza nidificare o svernare
- Nidificante (breeding) - specie o popolazione che porta regolarmente a termine il ciclo riproduttivo in un determinato territorio.
- Stanziale o sedentaria (resident, sedentary) - specie o popolazione legata per tutto il corso dell'anno a un determinato territorio, dove normalmente viene portato a termine il ciclo riproduttivo.
- Svernante (wintering, winter visitor) - specie o popolazione migratrice che si sofferma a passare l'inverno in un determinato territorio, ripartendo in primavera verso le aree di nidificazione.

Una specie migratrice, svernante o nidificante può inoltre essere:
- regolare (regular) - che si verifica ogni anno
- irregolare (irregular) - che non si verifica ogni anno.

Lo stato di conservazione è indicato in base alla Lista rossa della Unione Internazionale per la Conservazione della Natura (IUCN).

## Apterygiformes

### Apterygidae
| Specie            | Nome comune               | Presenza              | Status IUCN |  |
| ----------------- | ------------------------- | --------------------- | ----------- |  |
| Apteryx australis | kiwi bruno meridionale    | nidificante stanziale |             |  |
| Apteryx haastii   | kiwi macchiato maggiore   | nidificante stanziale |             |  |
| Apteryx mantelli  | kiwi bruno settentrionale | nidificante stanziale |             |  |
| Apteryx owenii    | kiwi macchiato minore     | nidificante stanziale |             |  |
| Apteryx rowi      | kiwi bruno di Okarito     | nidificante stanziale |             |  |

## Galliformes

### Phasianidae
| Specie                 | Nome comune              | Presenza   | Status IUCN |  |
| ---------------------- | ------------------------ | ---------- | ----------- |  |
| Alectoris chukar       | chukar                   | introdotta |             |  |
| Callipepla californica | quaglia della California | introdotta |             |  |
| Coturnix ypsilophora   | quaglia marrone          | introdotta |             |  |
| Gallus gallus          | gallo                    | introdotta |             |  |
| Meleagris gallopavo    | tacchino comune          | introdotta |             |  |
| Numida meleagris       | gallina faraona          | introdotta |             |  |
| Pavo cristatus         | pavone comune            | introdotta |             |  |
| Phasianus colchicus    | fagiano comune           | introdotta |             |  |

## Anseriformes

### Anatidae
| Specie                      | Nome comune                   | Presenza               | Status IUCN |  |
| --------------------------- | ----------------------------- | ---------------------- | ----------- |  |
| Dendrocygna eytoni          | anatra fischiatrice di Eyton  |                        |             |  |
| Cygnus olor                 | cigno reale                   | introdotta             |             |  |
| Cygnus atratus              | cigno nero                    |                        |             |  |
| Branta canadensis           | oca del Canada                | introdotta             |             |  |
| Cereopsis novaehollandiae   | oca di Capo Barren            |                        |             |  |
| Tadorna tadornoides         | casarca australiana           | nidificante irregolare |             |  |
| Tadorna variegata           | casarca del paradiso          | nidificante stanziale  |             |  |
| Chenonetta jubata           | anatra arboricola australiana |                        |             |  |
| Hymenolaimus malacorhynchos | anatra azzurra                | nidificante stanziale  |             |  |
| Spatula rhynchotis          | mestolone australiano         |                        |             |  |
| Spatula clypeata            | mestolone                     |                        |             |  |
| Anas gracilis               | alzavola grigia               |                        |             |  |
| Anas aucklandica            | alzavola delle Auckland       | nidificante stanziale  |             |  |
| Anas platyrhynchos          | germano reale                 | introdotta             |             |  |
| Anas superciliosa           | anatra del Pacifico           |                        |             |  |
| Anas chlorotis              | anatra della Nuova Zelanda    | nidificante stanziale  |             |  |
| Anas nesiotis               | alzavola delle isole Campbell | nidificante stanziale  |             |  |
| Aythya australis            | moretta australiana           |                        |             |  |
| Aythya novaeseelandiae      | moretta della Nuova Zelanda   | nidificante stanziale  |             |  |

## Podicipediformes

### Podicipedidae
| Specie                      | Nome comune                | Presenza              | Status IUCN |  |
| --------------------------- | -------------------------- | --------------------- | ----------- |  |
| Podiceps cristatus          | svasso maggiore            |                       |             |  |
| Poliocephalus poliocephalus | svasso canuto              | accidentale           |             |  |
| Poliocephalus rufopectus    | svasso della Nuova Zelanda | nidificante stanziale |             |  |
| Tachybaptus novaehollandiae | tuffetto australasiatico   |                       |             |  |

## Sphenisciformes

### Spheniscidae
| Specie                  | Nome comune                      | Presenza    | Status IUCN |  |
| ----------------------- | -------------------------------- | ----------- | ----------- |  |
| Aptenodytes forsteri    | pinguino imperatore              | accidentale |             |  |
| Aptenodytes patagonicus | pinguino re                      | accidentale |             |  |
| Eudyptes chrysocome     | pinguino saltarocce              |             |             |  |
| Eudyptes chrysolophus   | pinguino macaroni                |             |             |  |
| Eudyptes moseleyi       | pinguino crestato di Moseley     |             |             |  |
| Eudyptes pachyrhynchus  | pinguino del Fiordland           | accidentale |             |  |
| Eudyptes robustus       | pinguino delle Snares            |             |             |  |
| Eudyptes schlegeli      | pinguino reale dal ciuffo dorato |             |             |  |
| Eudyptes sclateri       | pinguino crestato                |             |             |  |
| Eudyptula minor         | pinguino minore                  |             |             |  |
| Megadyptes antipodes    | pinguino occhigialli             |             |             |  |
| Pygoscelis adeliae      | pinguino di Adelia               | accidentale |             |  |
| Pygoscelis antarcticus  | pinguino dal collare             | accidentale |             |  |
| Pygoscelis papua        | pinguino papua                   | accidentale |             |  |
| Spheniscus magellanicus | pinguino di Magellano            | accidentale |             |  |

## Procellariiformes

### Diomedeidae
| Specie                      | Nome comune                      | Presenza    | Status IUCN |  |
| --------------------------- | -------------------------------- | ----------- | ----------- |  |
| Diomedea antipodensis       | albatro degli antipodi           | nidificante |             |  |
| Diomedea epomophora         | albatro reale del sud            | nidificante |             |  |
| Diomedea exulans            | albatro urlatore                 |             |             |  |
| Diomedea sanfordi           | albatro reale del nord           | nidificante |             |  |
| Phoebastria nigripes        | albatro piedineri                |             |             |  |
| Phoebastria immutabilis     | albatro di Laysan                |             |             |  |
| Phoebetria fusca            | albatro fuligginoso              |             |             |  |
| Phoebetria palpebrata       | albatro mantochiaro              |             |             |  |
| Thalassarche bulleri        | albatro di Buller                |             |             |  |
| Thalassarche carteri        | albatro beccogiallo dell'Indiano |             |             |  |
| Thalassarche cauta          | albatro cauto                    |             |             |  |
| Thalassarche chrysostoma    | albatro testagrigia              |             |             |  |
| Thalassarche chlororhynchos | albatro beccogiallo              | accidentale |             |  |
| Thalassarche eremita        | albatro delle Chatham            | nidificante |             |  |
| Thalassarche impavida       | albatro delle Campbell           | nidificante |             |  |
| Thalassarche melanophrys    | albatro sopraccigli neri         |             |             |  |
| Thalassarche salvini        | albatro di Salvin                |             |             |  |

### Hydrobatidae
| Specie                | Nome comune                        | Presenza | Status IUCN |  |
| --------------------- | ---------------------------------- | -------- | ----------- |  |
| Oceanodroma leucorhoa | uccello delle tempeste codaforcuta |          |             |  |

### Oceanitidae
| Specie              | Nome comune                                | Presenza   | Status IUCN |  |
| ------------------- | ------------------------------------------ | ---------- | ----------- |  |
| Fregetta grallaria  | uccello delle tempeste panciabianca        |            |             |  |
| Fregetta maoriana   | uccello delle tempeste della Nuova Zelanda |            |             |  |
| Fregetta tropica    | uccello delle tempeste pancianera          |            |             |  |
| Garrodia nereis     | uccello delle tempeste dorsogrigio         |            |             |  |
| Oceanites oceanicus | uccello delle tempeste di Wilson           | migratrice |             |  |
| Pelagodroma marina  | uccello delle tempeste facciabianca        |            |             |  |

### Procellariidae
| Specie                     | Nome comune                              | Presenza    | Status IUCN |  |
| -------------------------- | ---------------------------------------- | ----------- | ----------- |  |
| Aphrodroma brevirostris    | petrello delle Kerguelen                 |             |             |  |
| Ardenna bulleri            | berta di Buller                          |             |             |  |
| Ardenna carneipes          | berta piedicarnicini                     |             |             |  |
| Ardenna creatopus          | berta piedirosa                          |             |             |  |
| Ardenna gravis             | berta dell'Atlantico                     |             |             |  |
| Ardenna grisea             | berta grigia                             |             |             |  |
| Ardenna pacifica           | berta cuneata                            | accidentale |             |  |
| Ardenna tenuirostris       | berta codacorta                          | Migratrice  |             |  |
| Bulweria bulwerii          | berta di Bulwer                          | accidentale |             |  |
| Calonectris borealis       | berta maggiore atlantica                 | accidentale |             |  |
| Calonectris leucomelas     | berta striata                            | accidentale |             |  |
| Daption capense            | petrello del Capo                        |             |             |  |
| Fulmarus glacialoides      | fulmaro australe                         |             |             |  |
| Halobaena caerulea         | petrello azzurro                         | accidentale |             |  |
| Macronectes giganteus      | ossifraga del sud                        |             |             |  |
| Macronectes halli          | ossifraga del nord                       |             |             |  |
| Pachyptila belcheri        | prione beccosottile                      |             |             |  |
| Pachyptila crassirostris   | prione fulmaro                           |             |             |  |
| Pachyptila desolata        | prione antartico                         |             |             |  |
| Pachyptila salvini         | prione di Salvin                         |             |             |  |
| Pachyptila turtur          | prione fatato                            |             |             |  |
| Pachyptila vittata         | prione beccolargo                        |             |             |  |
| Pagodroma nivea            | petrello delle nevi                      |             |             |  |
| Procellaria aequinoctialis | petrello mentobianco                     |             |             |  |
| Procellaria cinerea        | petrello grigio                          |             |             |  |
| Procellaria parkinsoni     | petrello di Parkinson                    |             |             |  |
| Procellaria westlandica    | petrello del Westland                    |             |             |  |
| Pseudobulweria rostrata    | petrello di Tahiti                       |             |             |  |
| Pterodroma alba            | petrello delle Phoenix                   |             |             |  |
| Pterodroma axillaris       | petrello delle Chatham                   | nidificante |             |  |
| Pterodroma cervicalis      | petrello collobianco                     | accidentale |             |  |
| Pterodroma cookii          | petrello di Cook                         |             |             |  |
| Pterodroma externa         | petrello di Juan Fernandez               | accidentale |             |  |
| Pterodroma inexpectata     | petrello maculato                        | nidificante |             |  |
| Pterodroma lessonii        | petrello testabianca                     |             |             |  |
| Pterodroma leucoptera      | petrello di Gould                        | accidentale |             |  |
| Pterodroma longirostris    | petrello di Stejneger                    | accidentale |             |  |
| Pterodroma macroptera      | petrello aligrandi                       |             |             |  |
| Pterodroma magentae        | petrello della Magenta                   | nidificante |             |  |
| Pterodroma mollis          | petrello piumoso                         |             |             |  |
| Pterodroma neglecta        | petrello delle Kermadec                  | accidentale |             |  |
| Pterodroma nigripennis     | petrello alinere                         |             |             |  |
| Pterodroma pycrofti        | petrello di Pycroft                      | nidificante |             |  |
| Pterodroma solandri        | petrello di Solander                     |             |             |  |
| Puffinus assimilis         | berta minore fosca                       |             |             |  |
| Puffinus gavia             | berta frullina                           | nidificante |             |  |
| Puffinus huttoni           | berta di Hutton                          | nidificante |             |  |
| Puffinus nativitatis       | berta di Christmas                       | accidentale |             |  |
| Puffinus newelli           | berta di Newell                          | accidentale |             |  |
| Puffinus puffinus          | berta di Man                             | accidentale |             |  |
| Pelecanoides georgicus     | petrello tuffatore della Georgia del sud |             |             |  |
| Pelecanoides urinatrix     | petrello tuffatore comune                |             |             |  |
| Thalassoica antarctica     | petrello antartico                       | accidentale |             |  |

## Phaethontiformes

### Phaethontidae
| Specie              | Nome comune        | Presenza | Status IUCN |  |
| ------------------- | ------------------ | -------- | ----------- |  |
| Phaethon lepturus   | fetonte codabianca |          |             |  |
| Phaethon rubricauda | fetonte codarossa  |          |             |  |

## Suliformes

### Anhingidae
| Specie                  | Nome comune        | Presenza    | Status IUCN |  |
| ----------------------- | ------------------ | ----------- | ----------- |  |
| Anhinga novaehollandiae | aninga australiana | accidentale |             |  |

### Fregatidae
| Specie        | Nome comune      | Presenza | Status IUCN |  |
| ------------- | ---------------- | -------- | ----------- |  |
| Fregata ariel | fregata minore   |          |             |  |
| Fregata minor | fregata maggiore |          |             |  |

### Phalacrocoracidae
| Specie                     | Nome comune                   | Presenza    | Status IUCN |  |
| -------------------------- | ----------------------------- | ----------- | ----------- |  |
| Leucocarbo campbelli       | cormorano di Campbell         | nidificante |             |  |
| Leucocarbo carunculatus    | cormorano caruncolato         | nidificante |             |  |
| Leucocarbo chalconotus     | cormorano bronzeo             | nidificante |             |  |
| Leucocarbo colensoi        | cormorano delle Auckland      | nidificante |             |  |
| Leucocarbo onslowi         | cormorano delle Chatham       | nidificante |             |  |
| Leucocarbo purpurascens    | cormorano delle Macquarie     |             |             |  |
| Leucocarbo ranfurlyi       | cormorano delle Bounty        | nidificante |             |  |
| Microcarbo melanoleucos    | cormorano bianconero minore   |             |             |  |
| Phalacrocorax carbo        | cormorano comune              |             |             |  |
| Phalacrocorax featherstoni | cormorano di Pitt             | nidificante |             |  |
| Phalacrocorax punctatus    | cormorano macchiato           | nidificante |             |  |
| Phalacrocorax sulcirostris | cormorano nero                |             |             |  |
| Phalacrocorax varius       | cormorano bianconero maggiore |             |             |  |

### Sulidae
| Specie           | Nome comune      | Presenza | Status IUCN |  |
| ---------------- | ---------------- | -------- | ----------- |  |
| Morus capensis   | sula del Capo    |          |             |  |
| Morus serrator   | sula australiana |          |             |  |
| Sula dactylatra  | sula mascherata  |          |             |  |
| Sula leucogaster | sula fosca       |          |             |  |

## Pelecaniformes

### Ardeidae
| Specie                  | Nome comune                 | Presenza    | Status IUCN |  |
| ----------------------- | --------------------------- | ----------- | ----------- |  |
| Ardea alba              | airone bianco maggiore      |             |             |  |
| Ardea cinerea           | airone cenerino             |             |             |  |
| Ardea intermedia        | garzetta intermedia         |             |             |  |
| Ardea pacifica          | airone del Pacifico         | accidentale |             |  |
| Botaurus poiciloptilus  | tarabuso australasiatico    |             |             |  |
| Bubulcus coromandus     | airone guardabuoi asiatico  |             |             |  |
| Egretta garzetta        | garzetta comune             |             |             |  |
| Egretta novaehollandiae | airone facciabianca         |             |             |  |
| Egretta sacra           | garzetta del reef orientale |             |             |  |
| Egretta intermedia      | airone intermedio           | accidentale |             |  |
| Ixobrychus minutus      | tarabusino comune           | accidentale |             |  |
| Nycticorax caledonicus  | nitticora rossiccia         |             |             |  |

### Pelecanidae
| Specie                   | Nome comune           | Presenza | Status IUCN |  |
| ------------------------ | --------------------- | -------- | ----------- |  |
| Pelecanus conspicillatus | pellicano australiano |          |             |  |

### Threskiornithidae
| Specie                   | Nome comune               | Presenza    | Status IUCN |  |
| ------------------------ | ------------------------- | ----------- | ----------- |  |
| Platalea flavipes        | spatola beccogiallo       | accidentale |             |  |
| Platalea regia           | spatola reale             |             |             |  |
| Plegadis falcinellus     | mignattaio                | accidentale |             |  |
| Threskiornis molucca     | ibis bianco australiano   | accidentale |             |  |
| Threskiornis spinicollis | ibis dal collo paglierino |             |             |  |

## Accipitriformes

### Accipitridae
| Specie                 | Nome comune                    | Presenza    | Status IUCN |  |
| ---------------------- | ------------------------------ | ----------- | ----------- |  |
| Accipiter fasciatus    | astore australiano             |             |             |  |
| Circus approximans     | albanella australasiatica      |             |             |  |
| Haliaeetus leucogaster | aquila pescatrice panciabianca |             |             |  |
| Milvus migrans         | nibbio bruno                   | accidentale |             |  |

## Falconiformes

### Falconidae
| Specie                | Nome comune               | Presenza    | Status IUCN |  |
| --------------------- | ------------------------- | ----------- | ----------- |  |
| Falco cenchroides     | gheppio australiano       |             |             |  |
| Falco novaeseelandiae | falco della Nuova Zelanda | nidificante |             |  |
| Falco subniger        | falco nero                | accidentale |             |  |

## Gruiformes

### Rallidae
| Specie                   | Nome comune                 | Presenza              | Status IUCN |  |
| ------------------------ | --------------------------- | --------------------- | ----------- |  |
| Crex crex                | re di quaglie               | accidentale           |             |  |
| Fulica atra              | folaga comune               |                       |             |  |
| Gallirallus australis    | weka                        | nidificante stanziale |             |  |
| Gallinula chloropus      | gallinella d'acqua          | accidentale           |             |  |
| Gallinula tenebrosa      | gallinella fosca            | accidentale           |             |  |
| Gallirallus philippensis | rallo bandecamoscio         |                       |             |  |
| Lewinia muelleri         | rallo delle Auckland        | nidificante stanziale |             |  |
| Porphyrio hochstetteri   | takahe dell'Isola del Sud   | nidificante stanziale |             |  |
| Porphyrio melanotus      | pollo sultano australasiano |                       |             |  |
| Porzana fluminea         | schiribilla australiana     |                       |             |  |
| Porzana pusilla          | schiribilla grigiata        |                       |             |  |
| Porzana tabuensis        | schiribilla fuliginosa      |                       |             |  |
| Tribonyx ventralis       | gallinella codanera         | accidentale           |             |  |

## Charadriiformes

### Charadriidae
| Specie                    | Nome comune                    | Presenza               | Status IUCN |  |
| ------------------------- | ------------------------------ | ---------------------- | ----------- |  |
| Anarhynchus frontalis     | beccotorto                     | nidificante            |             |  |
| Charadrius bicinctus      | corriere dai due collari       | nidificante            |             |  |
| Charadrius leschenaultii  | corriere di Leschenault        |                        |             |  |
| Charadrius mongolus       | corriere della Mongolia        |                        |             |  |
| Charadrius obscurus       | corriere pettorosso            | nidificante            |             |  |
| Charadrius ruficapillus   | corriere caporosso             | nidificante irregolare |             |  |
| Charadrius semipalmatus   | corriere semipalmato           | accidentale            |             |  |
| Charadrius veredus        | corriere pettocastano          |                        |             |  |
| Elseyornis melanops       | corriere frontenera            | nidificante            |             |  |
| Erythrogonys cinctus      | corriere dalle ginocchia rosse | accidentale            |             |  |
| Pluvialis dominica        | piviere dorato minore          | accidentale            |             |  |
| Pluvialis fulva           | piviere dorato del Pacifico    | estivante              |             |  |
| Pluvialis squatarola      | pivieressa                     |                        |             |  |
| Thinornis novaeseelandiae | corriere ripario               | nidificante            |             |  |
| Vanellus miles            | pavoncella mascherata          | nidificante            |             |  |

### Glareolidae
| Specie              | Nome comune                 | Presenza | Status IUCN |  |
| ------------------- | --------------------------- | -------- | ----------- |  |
| Glareola maldivarum | pernice di mare dal collare |          |             |  |

### Haematopodidae
| Specie                  | Nome comune                          | Presenza    | Status IUCN |  |
| ----------------------- | ------------------------------------ | ----------- | ----------- |  |
| Haematopus chathamensis | Beccaccia di mare delle Chatham      | nidificante |             |  |
| Haematopus finschi      | Beccaccia di mare dell'Isola del Sud | nidificante |             |  |
| Haematopus unicolor     | Beccaccia di mare variabile          | nidificante |             |  |

### Laridae
| Specie                                     | Nome comune               | Presenza              | Status IUCN |  |
| ------------------------------------------ | ------------------------- | --------------------- | ----------- |  |
| Anous minutus                              | sterna stolida nera       | nidificante           |             |  |
| Anous stolidus                             | sterna stolida bruna      | nidificante           |             |  |
| Chroicocephalus bulleri                    | gabbiano becconero        | nidificante stanziale |             |  |
| Chroicocephalus novaehollandiae scopulinus | gabbiano beccorosso       | nidificante stanziale |             |  |
| Chlidonias albostriatus                    | sterna frontenera         | nidificante stanziale |             |  |
| Chlidonias hybridus                        | mignattino piombato       |                       |             |  |
| Chlidonias leucopterus                     | mignattino alibianche     |                       |             |  |
| Gelochelidon macrotarsa                    | sterna zampenere          |                       |             |  |
| Gygis alba                                 | sterna bianca             | nidificante           |             |  |
| Hydroprogne caspia                         | sterna maggiore           | nidificante           |             |  |
| Larus dominicanus                          | gabbiano del kelp         | nidificante           |             |  |
| Leucophaeus pipixcan                       | gabbiano di Franklin      | accidentale           |             |  |
| Onychoprion anaethetus                     | sterna dalle redini       | accidentale           |             |  |
| Onychoprion fuscatus                       | sterna fuligginosa        | nidificante           |             |  |
| Onychoprion lunatus                        | sterna dagli occhiali     | accidentale           |             |  |
| Procelsterna cerulea                       | sterna stolida blu-grigia | nidificante           |             |  |
| Sterna hirundo                             | sterna comune             |                       |             |  |
| Sterna paradisaea                          | sterna codalunga          |                       |             |  |
| Sterna striata                             | sterna frontebianca       | nidificante           |             |  |
| Sterna vittata                             | sterna antartica          | nidificante           |             |  |
| Sternula albifrons                         | fraticello                |                       |             |  |
| Sternula nereis                            | sterna fatata             |                       |             |  |
| Thalasseus bergii                          | sterna crestata           | accidentale           |             |  |

### Recurvirostridae
| Specie                    | Nome comune           | Presenza              | Status IUCN |  |
| ------------------------- | --------------------- | --------------------- | ----------- |  |
| Himantopus leucocephalus  | cavaliere testabianca | nidificante           |             |  |
| Himantopus novaezelandiae | cavaliere nero        | nidificante stanziale |             |  |

### Rostratulidae
| Specie                  | Nome comune       | Presenza    | Status IUCN |  |
| ----------------------- | ----------------- | ----------- | ----------- |  |
| Rostratula benghalensis | beccaccino dorato | accidentale |             |  |

### Scolopacidae
| Specie                    | Nome comune                       | Presenza              | Status IUCN |  |
| ------------------------- | --------------------------------- | --------------------- | ----------- |  |
| Actitis hypoleucos        | piro-piro piccolo                 |                       |             |  |
| Arenaria interpres        | voltapietre                       | estivante             |             |  |
| Bartramia longicauda      | piro-piro codalunga               | accidentale           |             |  |
| Calidris acuminata        | piro-piro siberiano               | estivante             |             |  |
| Calidris alba             | piovanello tridattilo             |                       |             |  |
| Calidris alpina           | piovanello pancianera             | accidentale           |             |  |
| Calidris bairdii          | gambecchio di Baird               | accidentale           |             |  |
| Calidris canutus          | piovanello maggiore               | estivante             |             |  |
| Calidris ferruginea       | piovanello comune                 | estivante             |             |  |
| Calidris fuscicollis      | gambecchio di Bonaparte           | accidentale           |             |  |
| Calidris himantopus       | piro-piro zampelunghe             | accidentale           |             |  |
| Calidris mauri            | piro-piro occidentale             | accidentale           |             |  |
| Calidris melanotos        | piro-piro pettorale               |                       |             |  |
| Calidris minuta           | gambecchio comune                 | accidentale           |             |  |
| Calidris minutilla        | piro-piro americano               | accidentale           |             |  |
| Calidris pusilla          | piro-piro semipalmato             |                       |             |  |
| Calidris ruficollis       | gambecchio collorosso             | estivante             |             |  |
| Calidris subminuta        | gambecchio minore                 | accidentale           |             |  |
| Calidris tenuirostris     | piovanello beccosottile           |                       |             |  |
| Coenocorypha aucklandica  | beccaccino subantartico           | nidificante stanziale |             |  |
| Coenocorypha huegeli      | beccacino delle Snares            | nidificante stanziale |             |  |
| Coenocorypha pusilla      | beccaccino delle Chatham          | nidificante stanziale |             |  |
| Gallinago hardwickii      | beccacino giapponese              |                       |             |  |
| Limicola falcinellus      | gambecchio frullino               |                       |             |  |
| Limnodromus semipalmatus  | piro-piro pettorossiccio asiatico | accidentale           |             |  |
| Limosa haemastica         | pittima dell'Hudson               |                       |             |  |
| Limosa lapponica          | pittima minore                    | estivante             |             |  |
| Limosa limosa             | pittima reale                     |                       |             |  |
| Numenius madagascariensis | chiurlo orientale                 | estivante             |             |  |
| Numenius minutus          | chiurlo minore                    |                       |             |  |
| Numenius phaeopus         | chiurlo piccolo                   | estivante             |             |  |
| Numenius tahitiensis      | chiurlo di Tahiti                 |                       |             |  |
| Phalaropus fulicarius     | falaropo beccolargo               |                       |             |  |
| Phalaropus lobatus        | falaropo beccosottile             |                       |             |  |
| Phalaropus tricolor       | falaropo di Wilson                | accidentale           |             |  |
| Philomachus pugnax        | combattente                       |                       |             |  |
| Tringa brevipes           | piro-piro asiatico                |                       |             |  |
| Tringa flavipes           | totano zampegialle minore         |                       |             |  |
| Tringa incana             | piro-piro vagabondo               |                       |             |  |
| Tringa nebularia          | pantana comune                    |                       |             |  |
| Tringa stagnatilis        | albastrello                       |                       |             |  |
| Xenus cinereus            | piro-piro del Terek               |                       |             |  |

### Stercorariidae
| Specie                   | Nome comune              | Presenza  | Status IUCN |  |
| ------------------------ | ------------------------ | --------- | ----------- |  |
| Stercorarius antarcticus | stercorario antartico    |           |             |  |
| Stercorarius longicaudus | labbo codalunga          |           |             |  |
| Stercorarius maccormicki | stercorario di McCormick | svernante |             |  |
| Stercorarius parasiticus | labbo                    | svernante |             |  |
| Stercorarius pomarinus   | stercorario mezzano      |           |             |  |

## Columbiformes

### Columbidae
| Specie                    | Nome comune                    | Presenza              | Status IUCN |  |
| ------------------------- | ------------------------------ | --------------------- | ----------- |  |
| Chalcophaps indica        | tortora smeraldina comune      |                       |             |  |
| Columba livia             | piccione selvatico occidentale | introdotta            |             |  |
| Hemiphaga chathamensis    | piccione delle Chatham         | nidificante stanziale |             |  |
| Hemiphaga novaeseelandiae | piccione della Nuova Zelanda   | nidificante stanziale |             |  |
| Ptilinopus regina         | colomba frugivora corona rosa  | migratrice            |             |  |
| Spilopelia chinensis      | tortora macchiata              | introdotta            |             |  |
| Streptopelia roseogrisea  | tortora dal collare africana   | introdotta            |             |  |

## Psittaciformes

### Cacatuidae
| Specie                | Nome comune          | Presenza   | Status IUCN |  |
| --------------------- | -------------------- | ---------- | ----------- |  |
| Cacatua galerita      | cacatua ciuffogiallo | introdotta |             |  |
| Eolophus roseicapilla | cacatua rosa         | introdotta |             |  |

### Psittacidae
| Specie                        | Nome comune                    | Presenza              | Status IUCN |  |
| ----------------------------- | ------------------------------ | --------------------- | ----------- |  |
| Cyanoramphus auriceps         | parrocchetto frontegialla      | nidificante stanziale |             |  |
| Cyanoramphus cookii           | parrocchetto delle Norfolk     | nidificante stanziale |             |  |
| Cyanoramphus forbesi          | parrocchetto delle Chatham     | nidificante stanziale |             |  |
| Cyanoramphus malherbi         | parrocchetto di Malherbe       | nidificante stanziale |             |  |
| Cyanoramphus novaezelandiae   | parrocchetto fronterossa       | nidificante stanziale |             |  |
| Cyanoramphus hochstetteri     | parrocchetto di Reischek       | nidificante stanziale |             |  |
| Cyanoramphus unicolor         | parrocchetto delle Antipodi    | nidificante stanziale |             |  |
| Platycercus elegans           | rosella cremisi                | introdotta            |             |  |
| Platycercus eximius           | rosella orientale              | introdotta            |             |  |
| Trichoglossus chlorolepidotus | lorichetto dal petto scaglioso |                       |             |  |

### Strigopidae
| Specie              | Nome comune | Presenza              | Status IUCN |  |
| ------------------- | ----------- | --------------------- | ----------- |  |
| Nestor meridionalis | caca        | nidificante stanziale |             |  |
| Nestor notabilis    | chea        | nidificante stanziale |             |  |
| Strigops habroptila | cacapò      | nidificante stanziale |             |  |

## Cuculiformes

### Cuculidae
| Specie                    | Nome comune               | Presenza    | Status IUCN |  |
| ------------------------- | ------------------------- | ----------- | ----------- |  |
| Chrysococcyx lucidus      | cuculo bronzeo splendente | nidificante |             |  |
| Cacomantis pallidus       | cuculo pallido            | accidentale |             |  |
| Cacomantis flabelliformis | cuculo codaventaglio      | accidentale |             |  |
| Cuculus optatus           | cuculo di Horsfield       | migratrice  |             |  |
| Scythrops novaehollandiae | cuculo becco scanalato    | accidentale |             |  |
| Urodynamis taitensis      | koel codalunga            | nidificante |             |  |

## Strigiformes

### Strigidae
| Specie                | Nome comune                   | Presenza              | Status IUCN |  |
| --------------------- | ----------------------------- | --------------------- | ----------- |  |
| Athene noctua         | civetta                       | introdotta            |             |  |
| Ninox novaeseelandiae | gufastore della Nuova Zelanda | nidificante stanziale |             |  |

### Tytonidae
| Specie          | Nome comune             | Presenza    | Status IUCN |  |
| --------------- | ----------------------- | ----------- | ----------- |  |
| Tyto delicatula | barbagianni australiano | accidentale |             |  |

## Apodiformes

### Apodidae
| Specie                | Nome comune                    | Presenza    | Status IUCN |  |
| --------------------- | ------------------------------ | ----------- | ----------- |  |
| Apus pacificus        | rondone del Pacifico           | accidentale |             |  |
| Hirundapus caudacutus | rondone codaspinosa golabianca | accidentale |             |  |

## Coraciiformes

### Alcedinidae
| Specie                | Nome comune                 | Presenza    | Status IUCN |  |
| --------------------- | --------------------------- | ----------- | ----------- |  |
| Dacelo novaeguineae   | kookaburra sghignazzante    | introdotta  |             |  |
| Todiramphus macleayii | martin pescatore di foresta | nidificante |             |  |
| Todiramphus sanctus   | martin pescatore sacro      | nidificante |             |  |

### Coraciidae
| Specie                | Nome comune                | Presenza    | Status IUCN |  |
| --------------------- | -------------------------- | ----------- | ----------- |  |
| Eurystomus orientalis | ghiandaia marina orientale | accidentale |             |  |

## Passeriformes

### Acanthisittidae
| Specie               | Nome comune                   | Presenza              | Status IUCN |  |
| -------------------- | ----------------------------- | --------------------- | ----------- |  |
| Acanthisitta chloris | fuciliere                     | nidificante stanziale |             |  |
| Xenicus gilviventris | scricciolo dell'Isola del Sud | nidificante stanziale |             |  |

### Acanthizidae
| Specie                | Nome comune                 | Presenza              | Status IUCN |  |
| --------------------- | --------------------------- | --------------------- | ----------- |  |
| Gerygone albofrontata | gerigone delle Chatham      | nidificante stanziale |             |  |
| Gerygone igata        | gerigone grigia             | nidificante stanziale |             |  |
| Gerygone modesta      | gerigone dell'Isola Norfolk | nidificante stanziale |             |  |

### Acrocephalidae
| Specie                 | Nome comune               | Presenza | Status IUCN |  |
| ---------------------- | ------------------------- | -------- | ----------- |  |
| Acrocephalus australis | cannareccione australiano |          |             |  |

### Alaudidae
| Specie          | Nome comune | Presenza   | Status IUCN |  |
| --------------- | ----------- | ---------- | ----------- |  |
| Alauda arvensis | allodola    | introdotta |             |  |

### Artamidae
| Specie                | Nome comune                        | Presenza    | Status IUCN |  |
| --------------------- | ---------------------------------- | ----------- | ----------- |  |
| Artamus personatus    | rondine boschereccia mascherata    | accidentale |             |  |
| Artamus superciliosus | rondine boschereccia cigliabianche | accidentale |             |  |
| Gymnorhina tibicen    | gazza australiana                  | introdotta  |             |  |

### Callaeidae
| Specie                    | Nome comune                   | Presenza              | Status IUCN |  |
| ------------------------- | ----------------------------- | --------------------- | ----------- |  |
| Callaeas wilsoni          | kokako dell'Isola del Nord    | nidificante stanziale |             |  |
| Philesturnus carunculatus | calleide caruncolato del Sud  | nidificante stanziale |             |  |
| Philesturnus rufusater    | calleide caruncolato del Nord | nidificante stanziale |             |  |

### Campephagidae
| Specie                   | Nome comune              | Presenza    | Status IUCN |  |
| ------------------------ | ------------------------ | ----------- | ----------- |  |
| Coracina novaehollandiae | averla cuculo faccianera | accidentale |             |  |
| Lalage tricolor          | trillatore alibianche    | accidentale |             |  |

### Corvidae
| Specie            | Nome comune  | Presenza   | Status IUCN |  |
| ----------------- | ------------ | ---------- | ----------- |  |
| Corvus frugilegus | corvo comune | introdotta |             |  |

### Emberizidae
| Specie              | Nome comune   | Presenza   | Status IUCN |  |
| ------------------- | ------------- | ---------- | ----------- |  |
| Emberiza cirlus     | zigolo nero   | introdotta |             |  |
| Emberiza citrinella | zigolo giallo | introdotta |             |  |

### Fringillidae
| Specie              | Nome comune    | Presenza   | Status IUCN |  |
| ------------------- | -------------- | ---------- | ----------- |  |
| Acanthis flammea    | organetto      | introdotta |             |  |
| Carduelis carduelis | cardellino     | introdotta |             |  |
| Chloris chloris     | verdone comune | introdotta |             |  |
| Fringilla coelebs   | fringuello     | introdotta |             |  |

### Hirundinidae
| Specie                  | Nome comune                    | Presenza | Status IUCN |  |
| ----------------------- | ------------------------------ | -------- | ----------- |  |
| Hirundo neoxena         | rondine benvenuta              |          |             |  |
| Petrochelidon ariel     | rondine fatata                 |          |             |  |
| Petrochelidon nigricans | rondine arboricola australiana |          |             |  |

### Locustellidae
| Specie              | Nome comune | Presenza    | Status IUCN |  |
| ------------------- | ----------- | ----------- | ----------- |  |
| Megalurus punctatus | felciarolo  | nidificante |             |  |

### Meliphagidae
| Specie                        | Nome comune                   | Presenza              | Status IUCN |  |
| ----------------------------- | ----------------------------- | --------------------- | ----------- |  |
| Anthochaera carunculata       | bargigliuto rosso             | accidentale           |             |  |
| Anthornis melanura            | campanaro della Nuova Zelanda | nidificante stanziale |             |  |
| Prosthemadera novaeseelandiae | tui                           | nidificante stanziale |             |  |

### Mohouidae
| Specie                 | Nome comune | Presenza              | Status IUCN |  |
| ---------------------- | ----------- | --------------------- | ----------- |  |
| Mohoua albicilla       | testabianca | nidificante stanziale |             |  |
| Mohoua novaeseelandiae | pipipipi    | nidificante stanziale |             |  |
| Mohoua ochrocephala    | testagialla | nidificante stanziale |             |  |

### Monarchidae
| Specie              | Nome comune           | Presenza    | Status IUCN |  |
| ------------------- | --------------------- | ----------- | ----------- |  |
| Monarcha melanopsis | monarca faccianera    | accidentale |             |  |
| Myiagra cyanoleuca  | pigliamosche satinato | accidentale |             |  |

### Motacillidae
| Specie                 | Nome comune             | Presenza    | Status IUCN |  |
| ---------------------- | ----------------------- | ----------- | ----------- |  |
| Anthus novaeseelandiae | pispola australasiatica | nidificante |             |  |

### Notiomystidae
| Specie             | Nome comune      | Presenza              | Status IUCN |  |
| ------------------ | ---------------- | --------------------- | ----------- |  |
| Notiomystis cincta | uccello chirurgo | nidificante stanziale |             |  |

### Pachycephalidae
| Specie                  | Nome comune       | Presenza    | Status IUCN |  |
| ----------------------- | ----------------- | ----------- | ----------- |  |
| Pachycephala pectoralis | zufolatore dorato | nidificante |             |  |

### Passeridae
| Specie            | Nome comune       | Presenza   | Status IUCN |  |
| ----------------- | ----------------- | ---------- | ----------- |  |
| Passer domesticus | passero domestico | introdotta |             |  |

### Petroicidae
| Specie                | Nome comune                  | Presenza              | Status IUCN |  |
| --------------------- | ---------------------------- | --------------------- | ----------- |  |
| Petroica australis    | petroica della Nuova Zelanda | nidificante stanziale |             |  |
| Petroica macrocephala | petroica testagrossa         | nidificante stanziale |             |  |
| Petroica multicolor   | balia pettirossa             |                       |             |  |
| Petroica traversi     | balia melanica delle Chatham | nidificante stanziale |             |  |

### Prunellidae
| Specie             | Nome comune       | Presenza   | Status IUCN |  |
| ------------------ | ----------------- | ---------- | ----------- |  |
| Prunella modularis | passera scopaiola | introdotta |             |  |

### Rhipiduridae
| Specie               | Nome comune                | Presenza              | Status IUCN |  |
| -------------------- | -------------------------- | --------------------- | ----------- |  |
| Rhipidura albiscapa  | codaventaglio del Pacifico | nidificante           |             |  |
| Rhipidura fuliginosa | codaventaglio grigio       | nidificante stanziale |             |  |
| Rhipidura leucophrys | codaventaglio ballerina    | accidentale           |             |  |

### Sturnidae
| Specie               | Nome comune   | Presenza   | Status IUCN |  |
| -------------------- | ------------- | ---------- | ----------- |  |
| Acridotheres tristis | maina comune  | introdotta |             |  |
| Sturnus vulgaris     | storno comune | introdotta |             |  |

### Turdidae
| Specie            | Nome comune       | Presenza   | Status IUCN |  |
| ----------------- | ----------------- | ---------- | ----------- |  |
| Turdus merula     | merlo eurasiatico | introdotta |             |  |
| Turdus philomelos | tordo bottaccio   | introdotta |             |  |

### Zosteropidae
| Specie                 | Nome comune             | Presenza              | Status IUCN |  |
| ---------------------- | ----------------------- | --------------------- | ----------- |  |
| Zosterops albogularis  | occhialino torsobianco  | nidificante stanziale |             |  |
| Zosterops lateralis    | occhialino dorsogrigio  |                       |             |  |
| Zosterops tenuirostris | occhialino beccosottile | nidificante stanziale |             |  |